# Liste der Bodendenkmale in Diensdorf-Radlow
Die Liste der Bodendenkmale in Diensdorf-Radlow enthält alle Bodendenkmale der brandenburgischen Gemeinde Diensdorf-Radlow und ihrer Ortsteile. Grundlage ist die Veröffentlichung der Landesdenkmalliste mit dem Stand vom 31. Dezember 2020. Die Baudenkmale sind in der Liste der Baudenkmale in Diensdorf-Radlow aufgeführt.
| Gemarkung                | Flur | Kurzansprache                                     | Bodendenkmalnummer | Bemerkung | Bild |
| ------------------------ | ---- | ------------------------------------------------- | ------------------ | --------- | ---- |
| Diensdorf, Radlow (Lage) | 2, 1 | Gräberfeld Bronzezeit                             | 90550              |           |      |
| Radlow (Lage)            | 1    | Gräberfeld Bronzezeit, Hügelgräberfeld Bronzezeit | 90545              |           |      |
| Radlow (Lage)            | 1    | Gräberfeld Bronzezeit                             | 90546              |           |      |
| Radlow (Lage)            | 1    | Siedlung slawisches Mittelalter                   | 90548              |           |      |